# Echinopsis pentlandii
Echinopsis pentlandii là một loài thực vật có hoa trong họ Cactaceae. Loài này được (Hook.) Salm-Dyck ex A.Dietr. mô tả khoa học đầu tiên năm 1846.

## Hình ảnh

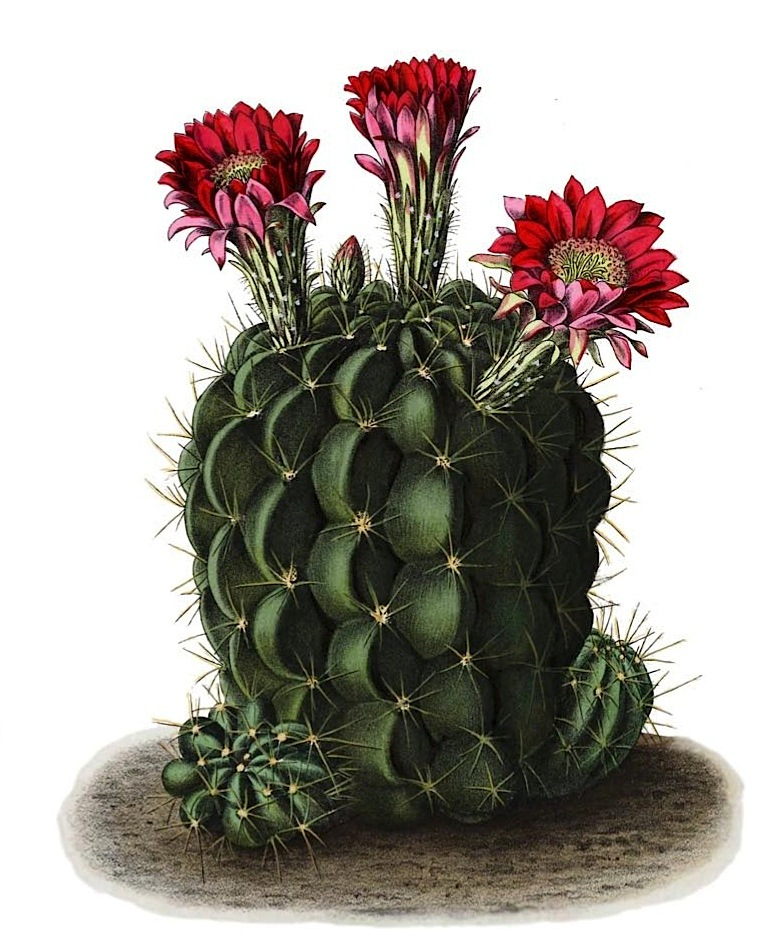
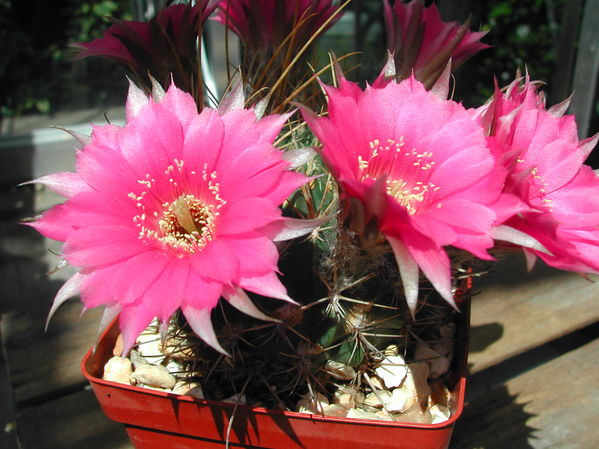
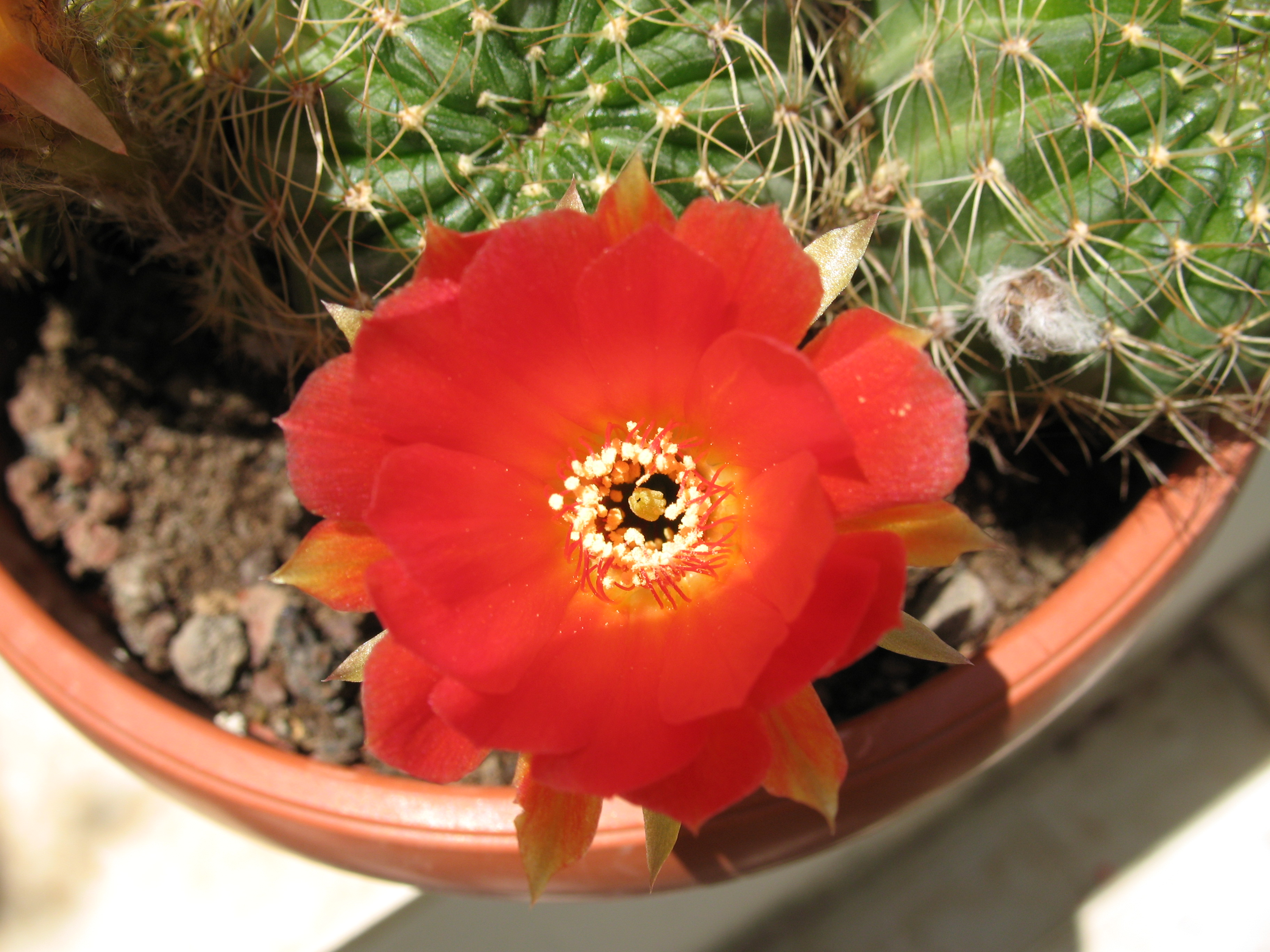
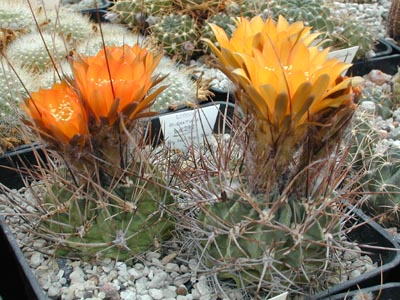